# Distretto di Burera
Il distretto di Burera è un distretto (akarere) del Ruanda, parte della Provincia Settentrionale, con capoluogo Cyeru.
Il distretto si compone di 17 settori (imirenge):
- Bungwe
- Butaro
- Cyanika
- Cyeru
- Gahunga
- Gatebe
- Gitovu
- Kagogo
- Kinoni
- Kinyababa
- Kivuye
- Nemba
- Rugarama
- Rugengabari
- Ruhunde
- Rusarabuye
- Rwerere